# Вовше
Вовше (на словенски: Vovše) е село в Словения, Средна Словения, община Лития. Според Националната статистическа служба на Република Словения през 2015 г. селото има 21 жители.